# Laurent Granier (auteur-réalisateur)
 (février 2020).
Si vous disposez d'ouvrages ou d'articles de référence ou si vous connaissez des sites web de qualité traitant du thème abordé ici, merci de compléter l'article en donnant les références utiles à sa vérifiabilité et en les liant à la section « Notes et références ».
 (février 2020).
Pour l'héraldiste, voir Laurent Granier.
Laurent Granier, né le 6 décembre 1974, est un auteur-réalisateur et un scénariste de bandes dessinées français. Il fait partager ses aventures à travers des livres illustrés, des films documentaires, des articles de presse, des expositions, des conférences, des bandes dessinées et des émissions de radio.

## Biographie
Laurent Granier voyage depuis de nombreuses années sur les routes historiques en utilisant des modes de transport traditionnel. En 2022, il relie à pied sur plus de 1800 km les deux points les plus éloignés de la France: Porspoder dans le Finistère et Menton à la frontière italienne. Sur cette plus grande diagonale de France, il lance un défi caritatif au profit de "Après J20", l'association française des malades du Covid long[source secondaire nécessaire]. En 2021, il part avec son ânesse Pirouette sur les traces de l'écrivain écossais Robert Louis Stevenson dans les Cévennes[source secondaire nécessaire]. Le 11 mai 2020, il part seul le premier jour du déconfinement sur le Chemin de Compostelle[pertinence contestée].
Avec Aurélie Derreumaux et leurs deux enfants, Eva et Maxime, ils marchent du Puy à Santiago sur le Chemin de Compostelle[pertinence contestée]. Avec Aurélie et sa fille Eva, ils ont réalisé un Tour des îles françaises à pied, dans la foulée d'un Tour de France à Pied réalisé en 2011/ 2012, en suivant au plus près les frontières de l'hexagone, au profit de Handicap International[pertinence contestée].
Il a aussi travaillé avec Aurélie à Just Married!, une série de 6 films de 52 minutes sur les mariages du monde pour France Télévision[réf. nécessaire]. Parallèlement, il a scénarisé une série de Bandes Dessinées "Reporter" chez Dargaud[réf. nécessaire].
Son périple précédent l’a emmené en Amérique latine : pendant 18 mois, sur plus de 6000 kilomètres, il est parti en compagnie de Megan Son, son ancienne compagne dont il s'est séparé aujourd'hui, marcher et documenter le Qhapaq Ñan[source secondaire nécessaire], la « Route Royale » en quechua, cette route monumentale et légendaire, inscrite à la liste du patrimoine mondial de l’UNESCO. Ils ont été les premiers à suivre l’intégralité de ce joyau du patrimoine mondial caché au cœur de la cordillère des Andes[réf. nécessaire].
Parmi ses voyages antérieurs, il a traversé l’Alaska à cheval[source secondaire nécessaire] toujours en compagnie de Megan Son, en suivant la route ouverte par les pionniers de la ruée vers l’or et suivi les traces de l’expédition de Lewis et Clark, la première traversée du continent américain du Mississippi au Pacifique[réf. nécessaire].

## Bandes Dessinées
- 2013 : Inca, tome 1, L'Empire des Quatre quartiers, en collaboration avec Laurent-Frédéric Bollée et Lionel Marty, Glénat. Dans cet album, Amaru, tel Moïse, est trouvé nourrisson, flottant dans un panier sur le lac Titicaca. Il porte derrière l’oreille un tatouage de serpent, et dans ses langes est cachée une statuette. S’il parvient à réunir les trois autres statuettes de l’Antisuyo, Amaru réalisera son destin de Fils du Soleil : c’est ce qu’un chamane lui a prédit dans les montagnes. Mais pour l'heure, il a été choisi pour être sacrifié pour la splendeur de l’Empire inca.
- 2016 : Reporter, Tome 1, Bloody Sunday, en collaboration avec Renaud Garreta et Gontran Toussaint, Dargaud. Le principe de Reporter est de suivre un jeune journaliste français qui, envoyé aux quatre coins du monde, vit en direct des événements qui ont marqué l’histoire contemporaine. En 1965, Yann Penn Koad, nouvelle recrue à la rédaction du magazine Reporter, est envoyé aux États-Unis afin de couvrir la lutte des Noirs américains pour les droits civiques. Alors qu'il suit les traces de Martin Luther King, son enquête prend une tournure inattendue lorsqu'une militante blanche est assassinée. Le FBI et le Ku Klux Klan semblent impliqués. Le jeune journaliste se retrouve plongé au cœur d'événements qui vont marquer l'Histoire à jamais.
- 2017 : Reporter, tome 2, Les derniers Jours du Che, en collaboration avec Renaud Garreta et Gontran Toussaint, Dargaud.
- 2018 : Inca, tome 2, La Grotte du Nautile, en collaboration avec Laurent-Frédéric Bollée et A.J. Albuquerque, Glénat.

## Filmographie
- Compostelle, Le Chemin des Étoiles (Explora Productions, 4 × 52 min, 85 min, 2023)
- Retrouver le Chemin (Matsylie Productions, 85 min, Long métrage Cinéma, 2022)
- Compostelle, Le Chemin d'une Vie, (Commune Image Média, 4 × 52 min, 2019)
- Les Iles de France à Pied, (Gedeon Programmes, 2 × 52 min, 2016)
- Tour de France à pied, (Grand Angle Productions, 3 × 52 min, 2013)
- Just Married! Tour du Monde des Mariages, Pérou, Maroc, Inde, Italie, Crète, Cap vert, Japon, Ouzbékistan, Bali (France Télévisions - Gedeon Programmes, 6 × 52 min, 2013)
- Mundo Maya, (Anaphora Productions, 52 min, 2011)
- America, la Légende de l’Ouest, (Gedeon Programmes - Anaphora Productions, 52 min, 2009)
- Qhapaq Ñan, 6 000 km à pied… à la recherche de la Grande Route Inca, (France 5 - Gedeon Programmes, 4 × 26 min, 2008)[1]
- Carnets d’Alaska, (Aldabra Films, 52 min, 2006)

## Séries documentaires radio
- Un lundi sur la terre, Carnets d'Alaska, France Inter
- Le bout du monde c'est pas si loin, Les derniers pionniers du Canada, Explorateurs en Amérique Latine, Centre de Création de Radio France